# CFG 25
Le CFG 25 est un indice boursier de la bourse de Casablanca. L'indice consiste en 25 titres listés à la bourse de Casablanca, représentant près de 80 % de la capitalisation boursière totale de la bourse.